# Relic of the modern world
Relic of the modern World is het vijfde studioalbum van Presto Ballet, de band rondom Kurdt Vanderhoof. De muziekgroep speelt op dit album muziek die een sterke gelijkenis vertoont met Rush, Genesis en Styx. De tijdsduur van het album is beperkt omdat het album geschikt moest zijn voor zowel compact disc als elpee. Opnamen vonden plaats in The English Channel geluidsstudio.
Centraal thema van het album is dat als je niet mee doet met alle modernismen, men geneigd is je te vergeten.

## Musici
- Chuck Campbell – zang
- Kurdt Vanderhoof – gitaar, toetsinstrumenten, zang
- Kerry Shacklett – toetsinstrumenten, zang
- Bobby Ferguson – basgitaar, baspedalen, zang
- Larry Crowe – slagwwerk, percussie

## Muziek
| Nr. | Titel | Duur  |
| --- | --- | ----- |
| 1.  | The chemical age | 6:33  |
| 2.  | Watching the radio | 8:41  |
| 3.  | broken toys | 5:56  |
| 4.  | Prelude to farewell | 1:36  |
| 5.  | Relic of the modern world (1.Questions overture; 2.The decision; 3.The disconnect; 4.A new life; 5.Strange changes; 6.Fading; 7.At peace; 8. A grand farewell) | 19:12 |